# Sołdatskoje (rejon kurczatowski)
Sołdatskoje (ros. Солдатское) – wieś (ros. деревня, trb. dieriewnia) w zachodniej Rosji, w sielsowiecie kołpakowskim rejonu kurczatowskiego w obwodzie kurskim.

## Geografia
Miejscowość położona jest nad rzeką Rieut, 6 km od centrum administracyjnego sielsowietu kołpakowskiego (Nowosiergiejewka), 14,5 km od centrum administracyjnego rejonu (Kurczatow), 46 km od Kurska.
W granicach miejscowości znajduje się 14 posesji.

## Demografia
W 2010 r. miejscowość zamieszkiwało 11 osób.